# Macaria granitata
Macaria granitata, conocida (en inglés) como la polilla granito, es una polilla perteneciente a la familia Geometridae, descrita por primera vez por el  entomólogo francés Achille Guenée. Se encuentra en Pensilvania, Maine, Nuevo Hampshire, Nueva Inglaterra, Nueva Jersey, el  sur de Quebec, Ohio, Carolina del Norte, Carolina del Sur y Georgia.
Es una polilla pequeña con una envergadura de unos 25 milímetros (1 plg). Cuenta con una a dos generaciones por año.

## Hábitats
Tanto el pino bronco como el pino arbustivo se asocian principalmente con crestas secas y otros hábitats de tierras elevadas. En las montañas, M. granitata se encuentra tanto en laderas y crestas como en zonas bajas, como el Parque Estatal New River. En el Piamonte, las descripciones provienen nuevamente de crestas secas, incluyendo hábitats de Inselberg en las Uwharries, así como de páramos secos y hábitats sucesionales. Las orugas se alimentan principalmente del Pinus rigida en Nueva Inglaterra. En el sur de Nueva Jersey, se han registrado orugas en Pinus rigida y otros pinos duros.